# Nikki van Es
Nikki van Es (Naarden, 12 juni 1956) is een Nederlandse beeldhouwer, omgevingskunstenaar, schilder en collagist uit Lage Vuursche.

## Levensloop
Niki van Es studeerde in 1979 af aan de Gerrit Rietveld Academie in Amsterdam. Ze maakt abstract werk waarbij ze samenwerkt met Marjolijn Boterenbrood. Het doorgronden van natuurlijke structuren speelt een rol in haar onderwerpen. Zo vergroot zij microscopisch beelden. De op die manier zichtbaar gemaakte organische structuren moeten leiden tot het begrijpen van de grotere verbanden. Het zichtbaar maken van structuren in haar werk wordt versterkt door het gebruik van doorschijnende materialen als papier en glas.
Haar werk werd tentoongesteld in Nederland, Italië, België en Japan. 
Nikki van Es is docent aan de Gooise Academie voor beeldende kunsten in Laren.

## Exposities
- 2017 - Botanica  Drawing Centre Diepenheim
- 2016 - Ademtocht in de Orangerie, Pinetum Blijdenstein Hilversum
- 2015 - Fukuoka Prefectural Museum of Art Japan
- 2014 - International Paper Exhibition, Haacht België
- 2012 - Incredibile Carta, galerie Casa Dugnani, Milaan
- 2012 - Fascination of Plants day,galerie O-68 Universiteit van Wageningen
- 2009 - Gooise vrouwen in de kunst, Museum Hilversum
- 2008 - Papier Bienniale 2008, Museum Rijswijk, CODA Apeldoorn
- 2006 - Wat het licht doet. Chlorofielstudies, Open Stal Oldeberkoop
- 2005 - Stroming, plantstructuren, Schaalsmeerpolder
- 2004 - Vloedmerk, Noordzeestrand van Heemskerk
- 1999 - Waardige zaken, Historische tuin, Aalsmeer
- 1995 - Geen plek voor onverschilligheid, galerie de Vreeze, Amsterdam

## Werken
- 2006 - Tafelpaneel paardebloem, Drome, Frankrijk
- 2002 - Schaakpaneel voor Utrechtse Juristen Groep, Janskerkhof
- 2001 - Groot Hoefbladwand en tafelpaneel LeasePlan Corp. Almere-Stad